# Тонгва Дьонден
Шестият Кармапа Тонгва Дьонден (1416 – 1453) е роден в Нгом, провинция Кхам в източен Тибет близо до манастира Карма Гьон в семейство на отдадени будисти. Така изпълнява обещанието на своя предшественик, което той не успява да изпълни приживе: малко преди смъртта си Дешин Шегпа обявява, че така или иначе скоро ще се върне в Кхам. Когато се среща с лама Нгомпа Джадрал, ученик на петия Кармапа малкото момче обявява „Аз съм нероден, свободен от всички имена и места, аз съм славата на всичко живо и ще водя мнозина към освобождение.“
Скоро след това тертият Шамар Ринпоче Чьопел Йеше официално го възкачва на трона в Цурпху. Кармапа се среща с първия Трунгпа тулку, получава посвещения от Ратнабхадра, по-късно прераждане на Речунгпа. Линията Карма Кагю, известна с мощната си практика винаги се е фокусирала върху медитацията. Затова след завършване на подготовката за новото си прераждане активността на Кармапа се насочва върху създаване на автентична и последователна система от собствени Камцанг ритуали и така поставя традицията на твърда основа. В Лхаса Тонгва Дьонден се среща с великия учен от Сакя Кунчен Ронгтонпа и получава от него дълъг цикъл поучения и посвещения. Ронгтонпа възкликва „Самият Буда ми е ученик!“. Малко преди смъртта си оставя на Гушри Гялцап Палджор писмо предсказание за следващето си прераждане. Последните си месеци Кармапа прекарва в медитация и композиране на Ваджра песни на дълбокото прозрение. Основни негови ученици са Гялцап Гушри Палджор Дондруб, Ситу Таши Намгял и Бенгар Джампал Зангпо, когото избира за приемник на линията.